# Mäss
För växten "Mäss" se Vattenklöver

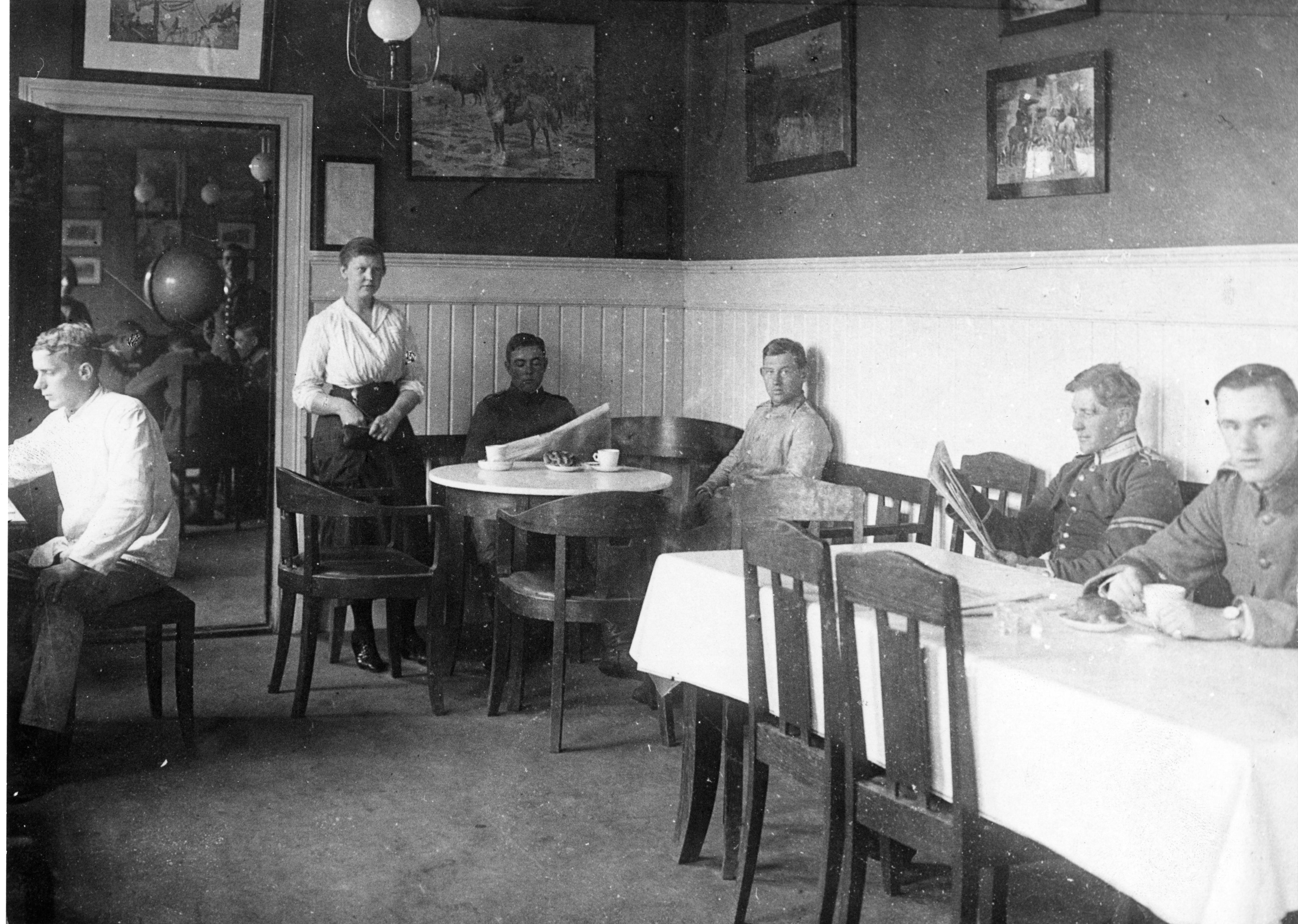
Furirmässen på Livgardet till häst under 1910-talet.

En mäss (latin missum, skickat, framsatt på bordet), är ett sällskapsrum, vanligen med matservering, vid ett regemente eller annan militär enhet.
En mäss är oftast avsedd för viss personalkategori: officersmäss, underofficersmäss, även manskapsmäss. I fält förekom tidigare särskilda mässtält där officerarna intog sina måltider. 

## Historik
Ombord på örlogsfartyg kallades officerarnas gemensamma rum (gunrummet) stundom officersmässen, kadetternas kadettmässen. Det förekom även manskapsmässar, till exempel underofficerskorpralsmässar, eldarmässar och så vidare. Ordet mäss betecknade även en sammanfattning av hela den med officerares och underofficerares mathållning förenade ekonomin.
Att äta vid gemensamt bord ombord på fartyg heter på sjömansspråket mässa. Chefen på större örlogsfartyg "mässar ensam", det vill säga håller eget bord.